# Matej Jelovčić
Matej Jelovčić (* 14. Dezember 1998) ist ein kroatischer Basketballspieler.

## Laufbahn
Jelovčić wurde in der Jugendabteilung von KK Zagreb ausgebildet, in der Saison 2016/17 spielte er für die BSG Ludwigsburg in der 2. Regionalliga sowie für die Mannschaft der Ludwigsburger Basketball-Akademie in der Nachwuchs-Basketball-Bundesliga. Im Juni 2017 wurde er vom Bundesligisten MHP Riesen Ludwigsburg mit einem Zweijahresvertrag ausgestattet, kam für die Mannschaft in der Bundesliga aber nicht zum Einsatz, sondern spielte weiterhin dank einer Doppellizenz für die BSG in der 2. Regionalliga. Im Laufe des Spieljahres 2017/18 verließ er Ludwigsburg und schloss sich dem Regionalligisten BG Eisbären an. Dort war er Leistungsträger und erzielte in 21 Einsätzen für die Karlsruher im Durchschnitt 15,3 Punkte je Begegnung, verpasste mit der Mannschaft jedoch den Klassenverbleib.
Im August 2018 wurde Jelovčić vom FC Baunach unter Vertrag genommen und gab am ersten Spieltag der 2. Bundesliga ProA in der Begegnung mit den Hamburg Towers seinen Einstand in der zweithöchsten deutschen Liga. Er erzielte in der Saison 2018/19 im Schnitt 3,5 Punkte je Begegnung für Baunach in der 2. Bundesliga ProA, verpasste mit der Mannschaft jedoch den Klassenerhalt. Im Sommer 2019 wechselte er zum SC Rist Wedel in die 2. Bundesliga ProB. Er blieb bis Anfang Dezember 2020 bei Rist Wedel und wechselte dann innerhalb der Liga zum Eimsbütteler TV, für den er kurzzeitig spielte.
In seinem ersten Pflichtspiel für den Regionalligisten TSG Bergedorf erzielte Jelovčić im September 2021 32 Punkte. Er kam in der Saison 2021/22 auf einen Punkteschnitt von 24,3 je Begegnung und war damit bester Korbschütze der 1. Regionalliga Nord. Im Sommer 2022 wurde Jelovčić von Bergedorfs Ligakonkurrent TSV Neustadt am Rübenberge verpflichtet. Mit Neustadt wurde er 2024 Meister der 1. Regionalliga Nord, Jelovčić war im Verlauf der Hauptrunde des Meisterspieljahres 2023/24 mit 15,4 Punkten je Begegnung der zweitbeste Korbschütze des TSV.